# Лахтеево
Лахтеево — деревня в Смоленском районе Смоленской области России. Входит в состав Пионерского сельского поселения. Население — 9 жителей (2010 год).
Расположена в западной части области в 13 км к юго-западу от Смоленска, в 12 км южнее автодороги А141 Орёл — Витебск, на берегу реки Мошны. В 19 км севернее деревни расположена железнодорожная станция Дачная-1 на линии Смоленск — Витебск.

## История
В годы Великой Отечественной войны деревня была оккупирована гитлеровскими войсками в июле 1941 года, освобождена в сентябре 1943 года.

## Достопримечательности
- Древнее городище. Впервые исследовано А.Н. Лявданским в 1923 году. Найдена керамика, относящаяся, по-видимому к третьей четверти I тысячелетия нашей эры[2].